# 杨世元
杨世元（1994年3月11日—），中国足球运动员，现效力中国足球超级联赛球队上海海港。

## 生平
2011年，杨世元入选上海中邦参加2011年中国足球乙级联赛。 2012年底，他回到刚刚升级到中国足球超级联赛的上海东亚，进入球队预备队名单。2014赛季，他进入一线队，并在3月22日上海东亚客场2比1击败杭州绿城的比赛第79分钟替补朱峥嵘出场，上演中超联赛首秀。 2014年4月26日，他在上海东亚对阵上海绿地申花的上海德比第90分钟替补出场，比赛临近结束时飞铲吉奥瓦尼·莫雷诺引发冲突，最后被红牌罚下。 4月30日，中国足协官方网站公布对杨世元予以停赛2场并罚款10000元的处罚。